# Wybory parlamentarne w Austrii w 2019 roku
Wybory parlamentarne w Austrii w 2019 roku odbyły się 29 września 2019. Były to wybory przedterminowe, w ich wyniku wybrano łącznie 183 posłów do Rady Narodowej, niższej izby austriackiego parlamentu.
Wybory, zgodnie z wynikami sondaży, zakończyły się zwycięstwem Austriackiej Partii Ludowej. Wolnościowa Partia Austrii (FPÖ) i Socjaldemokratyczna Partia Austrii (SPÖ) utraciły część miejsc w Radzie Narodowej. Swoją reprezentację zwiększyło ugrupowanie NEOS – Nowa Austria i Forum Liberalne (NEOS), a po dwóch latach do niższej izby parlamentu powrócili Zieloni.

## Tło wyborów
W wyborach parlamentarnych z 15 października 2017 zwyciężyła Austriacka Partia Ludowa. ÖVP podjęła rozmowy koalicyjne z narodowo-konserwatywną Wolnościową Partią Austrii, które zakończyły się powołaniem w grudniu 2017 koalicyjnego rządu Sebastiana Kurza z ÖVP.
W maju 2019 „Süddeutsche Zeitung” i „Der Spiegel” opublikowały pochodzące z lipca 2017 nagrania ze spotkania lidera FPÖ m.in. z kobietą podającą się za krewną rosyjskiego oligarchy. W jego trakcie Heinz-Christian Strache miał oferować jej pomoc w uzyskaniu państwowych kontraktów w zamian za wsparcie jego partii przez austriacki tabloid, w który kobieta miała zainwestować. Omawiano także istnienie stowarzyszenia powołanego do przyjmowania dotacji na rzecz FPÖ z obejściem obowiązujących przepisów. Kanclerz Sebastian Kurz wykluczył możliwość dalszej współpracy z liderem FPÖ, pełniącym u niego funkcję wicekanclerza, zapowiadając jego dymisję.
Konsekwencją afery był rozpad koalicji. Wkrótce odwołano wszystkich ministrów należących do FPÖ. Pod koniec maja, tuż po zwycięskich dla ludowców eurowyborach, Rada Narodowa głosami Socjaldemokratycznej Partii Austrii i niedawnego koalicjanta przegłosowała wobec rządu wotum nieufności, co rozpoczęło procedurę dymisji gabinetu. Na początku czerwca prezydent dokonał zaprzysiężenia technicznego rządu na czele z Brigitte Bierlein. W tym samym miesiącu wyznaczono termin przedterminowych wyborów.

## Wyniki wyborów
| Partia                                          | Głosy     | %      | Mandaty | Zmiana |
| ----------------------------------------------- | --------- | ------ | ------- | ------ |
| Austriacka Partia Ludowa                        | 1 789 417 | 37,5   | 71      | +9     |
| Socjaldemokratyczna Partia Austrii              | 1 011 868 | 21,2   | 40      | −12    |
| Wolnościowa Partia Austrii                      | 772 666   | 16,2   | 31      | −20    |
| Zieloni – Zielona Alternatywa                   | 664 055   | 13,9   | 26      | +26    |
| NEOS                                            | 387 124   | 8,1    | 15      | +5     |
| JETZT                                           | 89 169    | 1,9    | 0       | –8     |
| KPÖ i koalicjanci                               | 32 736    | 0,7    | 0       | —      |
| Der Wandel                                      | 22 168    | 0,5    | 0       | —      |
| Pozostali                                       | 8043      | 0,2    | 0       | —      |
| Głosy nieważne i puste                          | 58 223    | —      | —       | —      |
| Razem                                           | 4 835 469 | 100,00 | 183     | —      |
| Wyborcy/frekwencja                              | 6 396 802 |        | 75,6    | —      |
| Źródło: Ministerstwo Spraw Wewnętrznych Austrii |           |        |         |        |